# Juris Laipenieks
Juris Laipenieks, född 9 april 1940, död 25 februari 2024, var en friidrottare från Chile. Han deltog vid olympiska sommarspelen 1960.